# Шведско-прусский мирный договор (1762)
Шведско-прусский мирный договор 1762 года — мирный договор между Швецией и Пруссией, подписанный 22 мая 1762 года в Гамбурге. Завершил Померанскую войну, являвшуюся частью Семилетней войны.

## Международная обстановка
В Европе в 1756 году началась Семилетняя война между Пруссией, поддержанной Англией и рядом небольших германских государств, с одной стороны и Австрией, на стороне которой выступили Франция, Россия и Саксония, с другой. В сентябре 1757 года Швеция, подталкиваемая французской дипломатией и надеющаяся вернуть себе утраченную в ходе Северной войны Померанию, вступила в войну против Пруссии. Однако, будучи не подготовленной к боевым действиям, шведская армия имела возможность совершать лишь периодические рейды на прусскую территорию, а затем вновь возвращалась в шведскую часть Померании.
В декабре 1761 году умерла русская императрица Елизавета Петровна, и на трон вступил поклонник прусского короля Пётр III, который 5 (16) марта 1761 года заключил с Пруссией перемирие. 24 апреля (5 мая) 1762 года состоялось также заключение русско-прусского мирного договора, по которому Россия возвращала все захваченные у Пруссии территории, предоставляла часть своих войск для войны с Австрией и обязалась примирить Пруссию со Швецией без ущерба для первой.
Швеция оказалась перед угрозой военного столкновения с бывшей союзницей. Кроме того, в самой Швеции осложнилось финансово-экономическое положение: курс шведских денег непрерывно падал, цены на товары выросли почти вдвое. Позиции находившейся у власти партии «шляп» становились всё более шаткими. В этих условиях «шляпы» под нажимом оппозиции были вынуждены пойти на заключение мирного договора с Пруссией, которая в свою очередь истощённая длительной войной против многочисленных противников желала поскорее вывести из войны одного из них.

## Переговоры
Уже после заключения русско-прусского перемирия шведский король Адольф Фредрик через своего посла в России барона Морица Поссе дал знать, что шведский двор желает заключить с Пруссией мир. Переговоры о мире начались при посредничестве супруги шведского короля Луизы Ульрики, которая приходилась Фридриху II родной сестрой.
Весной 1762 года в Гамбург съехались представители обеих враждующих держав. Шведскую сторону представлял правительственный советник Адольф Фридрих фон Ольтхофф, прусскую — министр-резидент в Нижней Саксонии Жан-Жюль де Эш.

## Условия договора
22 мая 1762 года представители Швеции и Пруссии заключили договор о мире, который включал в себя следующие статьи:
1. Швеция и Пруссия восстанавливали мир.
2. Стороны отказывались от каких-либо претензий друг к другу.
3. Шведский король обязывался в течение двух недель после подписания договора вывести свои войска со всех захваченных шведами территорий.
4. Восстанавливалась морская и сухопутная торговля.
5. Швеция обязалась ни под каким предлогом не воевать против Пруссии в ходе продолжающейся войны с Австрией и её союзниками.
6. Стороны без выкупа освобождали всех пленных.
7. Обмен ратификационными грамотами должен был произойти не позднее четырёх недель после подписания договора.